# Trí thông minh của con người
Trí thông minh của con người là khả năng trí tuệ của con người, được đánh dấu bằng những kỳ tích nhận thức phức tạp và mức độ cao của động lực và tự nhận thức.
Thông qua trí thông minh, con người có khả năng nhận thức để học hỏi, hình thành khái niệm, hiểu biết, áp dụng logic và suy luận, bao gồm khả năng nhận ra các mẫu, lập kế hoạch, đổi mới, giải quyết vấn đề, ra quyết định, lưu giữ thông tin và sử dụng ngôn ngữ để giao tiếp.

## Tương quan
Là một cấu trúc và được đo lường bằng các bài kiểm tra trí thông minh, trí thông minh được coi là một trong những khái niệm hữu ích nhất được sử dụng trong tâm lý học, vì nó tương quan với nhiều biến số liên quan, chẳng hạn như xác suất bị tai nạn, mức lương, v.v.

### Giáo dục
Theo một nghiên cứu về tác động của giáo dục đối với trí thông minh năm 2018, giáo dục dường như là "phương pháp nhất quán, mạnh mẽ và lâu bền nhất" được biết đến để nâng cao trí thông minh.

### Cận thị
Một số nghiên cứu đã chỉ ra mối tương quan giữa chỉ số IQ và độ cận thị. Một số ý kiến cho rằng lý do cho mối tương quan là do môi trường, theo đó những người có chỉ số IQ cao hơn có nhiều khả năng làm hỏng thị lực của họ khi đọc lâu hơn, hoặc ngược lại, những người đọc nhiều hơn có nhiều khả năng đạt được chỉ số IQ cao hơn, trong khi những người khác lại cho rằng có một liên kết di truyền tồn tại.

### Tuổi già
Có bằng chứng cho thấy lão hóa gây ra suy giảm các chức năng nhận thức. Trong một nghiên cứu cắt ngang, các chức năng nhận thức khác nhau được đo lường giảm khoảng 0,8 tính theo điểm z từ 20 tuổi đến 50 tuổi, các chức năng nhận thức bao gồm tốc độ xử lý, trí nhớ làm việc và trí nhớ dài hạn.

### Gene
Một số đa hình đơn nucleotide trong DNA của con người có tương quan với trí thông minh.